# Sandfelli (Oyndarfjørður)

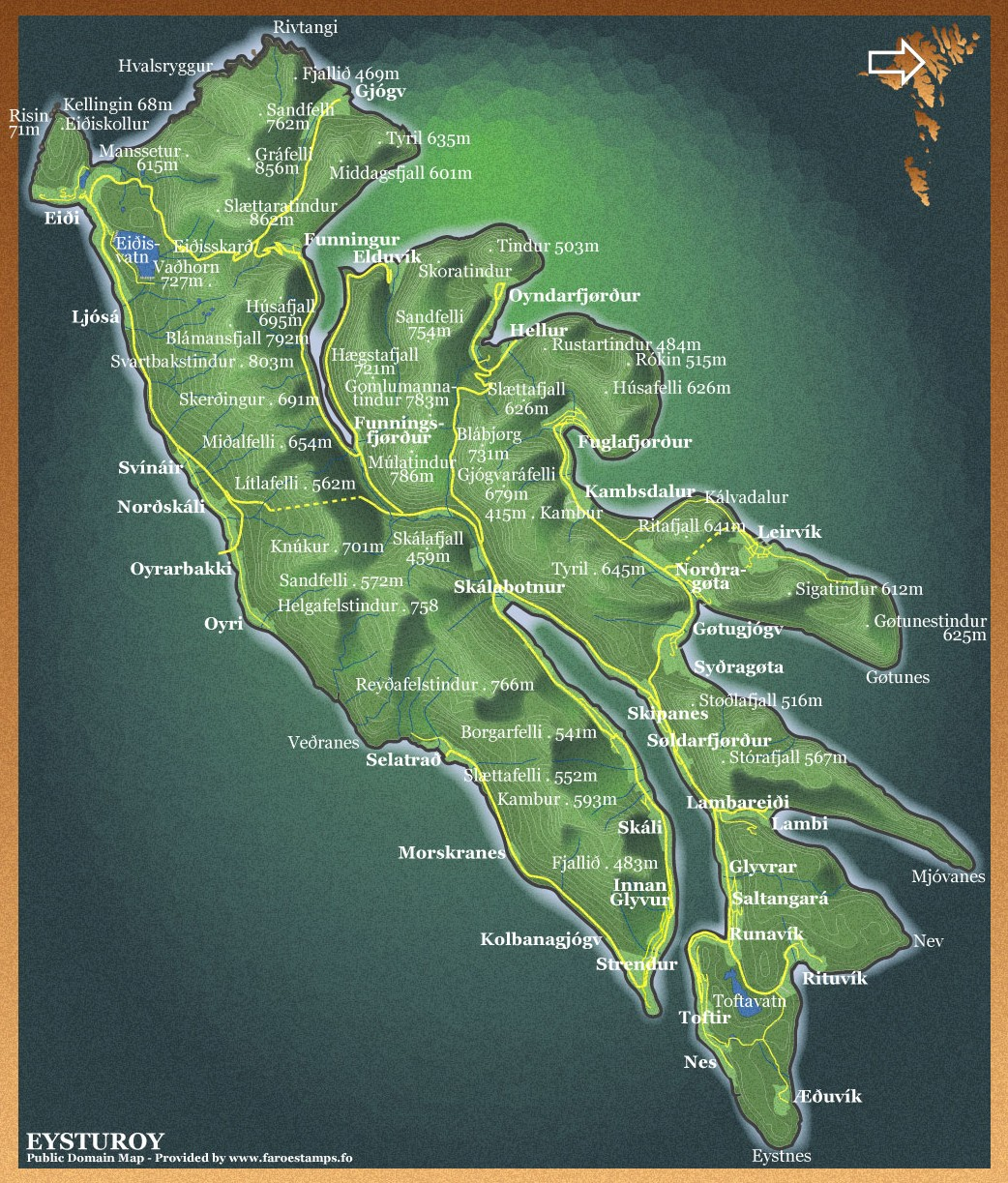
Karta över Eysturoy med Sandfelli utmärkt

Sandfelli är ett berg på ön Eysturoy, i den norra delen av ögruppen Färöarna. Bergets högsta topp är 754 meter över havet, vilket gör Sandfelli till det åttonde högsta berget på ön. Sandfelli ligger nära Oyndarfjørður, på den nordöstra sidan av Eysturoy i ett område som innehåller flera toppar som når över 700-meter, bland annat det 783 meter höga Gomlumannatindur. Berget skall inte förväxlas med det två meter lägre berget med samma namn som ligger vid Gjógv på den norra spetsen av ön, se Sandfelli (Gjógv).